# استفن هندرسون (بازیکن فوتبال، زاده ۱۹۸۸)
استفن هندرسون (انگلیسی: Stephen Henderson؛ زادهٔ ۲ مهٔ ۱۹۸۸) بازیکن فوتبال اهل جمهوری ایرلند است.

از باشگاه‌هایی که در آن بازی کرده‌است می‌توان به باشگاه فوتبال چارلتون اتلتیک، باشگاه فوتبال وستهام یونایتد، باشگاه فوتبال ای‌اف‌سی بورنموث، باشگاه فوتبال یئوویل تاون، باشگاه فوتبال پورتسموث، باشگاه فوتبال استون ویلا، باشگاه فوتبال ایپسویچ تاون، باشگاه فوتبال ویموث، باشگاه فوتبال آلدرشات تاون، باشگاه فوتبال یورک سیتی و باشگاه فوتبال بریستول سیتی اشاره کرد.